# Panilleuse
Panilleuse est une ancienne commune française, située dans le département de l'Eure en région Normandie, devenue le 1er janvier 2016 une commune déléguée au sein de la commune nouvelle de Vexin-sur-Epte. Panilleuse est doté d'un parc à jeu, et d'un garage.

## Toponymie
Le nom de la localité est attesté sous les formes Panillosa au XIe siècle (cartulaire de la Sainte-Trinité de Rouen), Paniliosa (charte de Robert Ier) en 1028 et 1033, Pennilleuse en 1302 (cartulaire du Bec), Pennilleuse en 1450 (rooles de dépenses), Penilleuse en 1456 (reg. de l’Échiquier), Pannilleuse en 1469 (La Roque), Peneleuse en 1709 (dénomb. du royaume), Pennilleuse en 1722 (Masseville), Pannileuse en 1754 (Dict. des postes).
De l'oil panil « millet à grappes » et du suffixe féminin -euse (latin -osa) : « ( terre ) propre au millet à grappes ».

## Histoire
La seigneurie

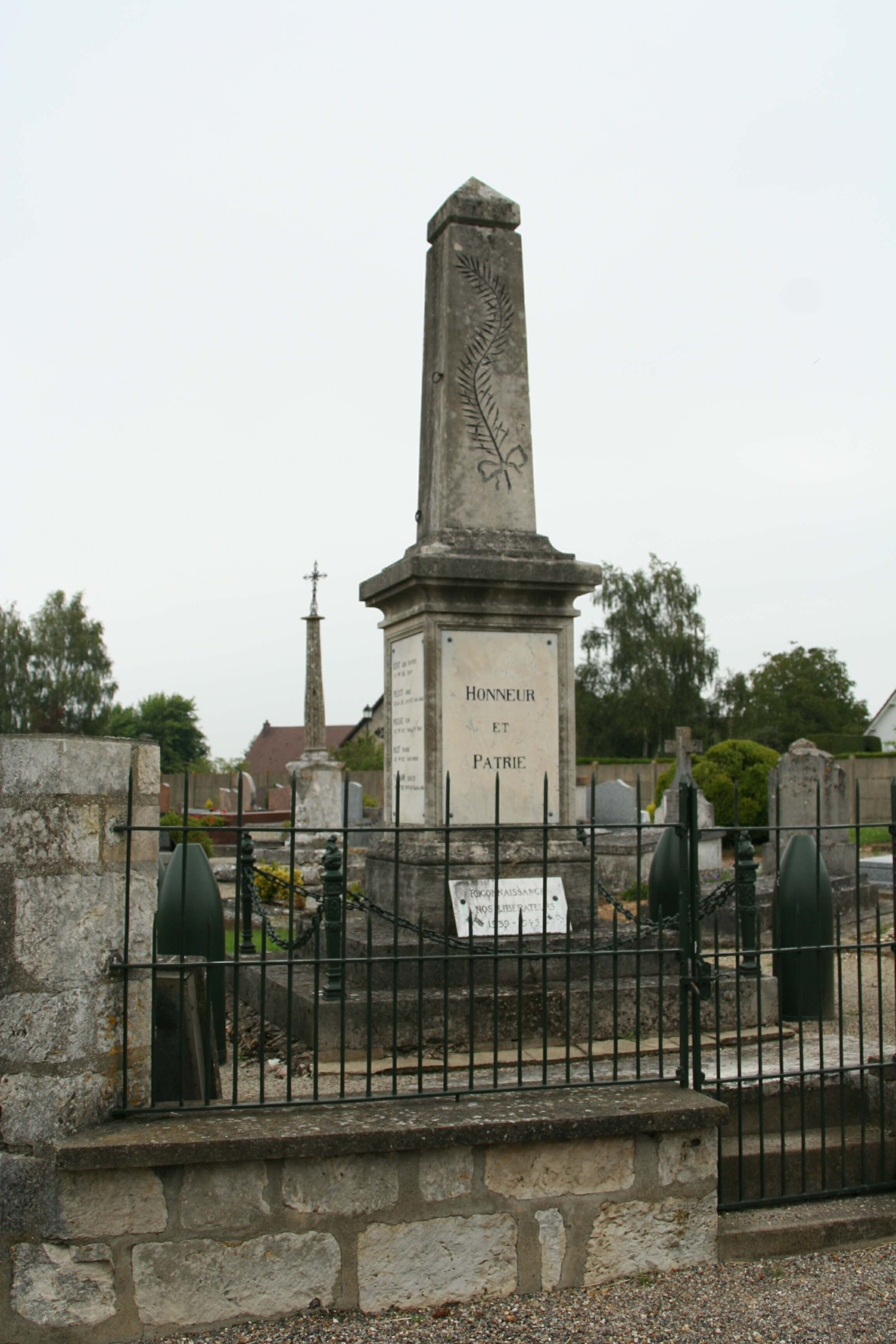
Le monument aux morts

Jeanne de Clères, veuve de Philippe de Calleville, sans enfant, fit don de la seigneurie de Panilleuse en 1450 à son neveu Georges III, sire et baron de Clères, à l'occasion de son mariage avec Marguerite de Chevenon de Bigny. Leur fils Georges IV baron de Clères, épousa en premières noces Anne de Brézé, fille de Jacques de Brézé, comte de Maulévrier, grand-sénéchal de Normandie et d'Agnès de France, fille naturelle du roi Charles VI, puis en secondes noces Isabeau de Mailly. Du second lit il eut Jean IV, baron de Clères, Beaumets, La Croix-Saint-Leufroy, Goupillières et Panilleuse, qui épousa en 1547 Anne de Fouquesolles, fille de Jacques, sénéchal du Boulonnais. Ils eurent Jacques baron de Clères, etc., qui épousa en 1571 Louise de Balsac, fille de Guillaume de Balsac, seigneur d'Entragues, gouverneur d'Orléans.
Leur fils Charles baron de Clères (1575-1626), lieutenant d'une compagnie de cent hommes d'armes des ordonnances du roi, dernier mâle de sa famille, préférait séjourner dans son manoir de Panilleuse que dans son château de Clères (actuelle Seine-Maritime). Il épousa Claude de Combault, fille de Robert de Combault, baron d'Arcis-sur-Aube, chevalier de l'ordre du Saint-Esprit, premier-maître d'hôtel du roi Henri III, et de Louise de la Béraudière, ancienne favorite d'Antoine de Bourbon-Vendôme. Claude de Combault est donc demi-sœur utérine du cardinal Charles III de Bourbon, archevêque de Rouen, lui-même demi-frère consanguin de Henri IV.
À la mort de Charles de Clères, ses biens sont partagés entre ses deux filles. L'aînée, Louise de Clères, baronne de Clères et de Panilleuse, reçoit une partie de la baronnie de Clères (sans le château, qui échoit à sa sœur Marie) et la totalité de Panilleuse (avec le manoir). Louise épouse en 1614 Adrien d'Arconat, seigneur d'Heubécourt, dont elle n'aura pas d'enfants, et en 1628 Henri de Presteval, baron de Saint-Pair, Anouville, Manteville.
Leur fils René de Presteval lui succède et la baronnie est érigée en marquisat de Clères-Panilleuse en 1650, année de son mariage célébré au château de Sully-sur-Loire, avec Marguerite de Pompadour, fille de feu Léonard-Philibert vicomte de Pompadour, en son vivant chevalier des ordres du roi et gouverneur du Limousin, et de Marie Fabry. Dans le contrat de mariage, le marié est cité comme "faisant sa demeure ordinaire en son château de Panilleuse près Vernon".
L'inventaire des meubles du manoir seigneurial de Panilleuse, dressé le 4 février 1694 par Me Charles Festu, notaire en la vicomté de Vernon, au décès de dame Marguerite de Pompadour, veuve de Messire René de Presteval, marquis de Clères-Panilleuse, à la demande de leur fils aîné Henri René Charles de Presteval, révèle un manoir comprenant 31 pièces (dont 8 pour les domestiques), dont 15 avec cheminée, une chapelle et des dépendances.
La distribution est la suivante : la chambre du bas, le cabinet vitré joignant ladite chambre, l'antichambre, la salle à manger, la salle du commun, le garde-manger, l'office, la cave, le cellier, le fouloir, (puis sans doute à l'étage) la chambre nommée l’alcôve, la chambre regardant sur le jardin, avec un petit cabinet attenant, la petite salle, la grande salle haute, la chambre de la demoiselle Charlotte Le Courayer, le cabinet aux papiers, la chambre du bout de la salle, avec cabinet attenant, la première chambre de la galerie, nommée la chambre neuve, avec garde-robe attenante, la deuxième chambre de la galerie, nommée chambre de la cuisine, une chambre à côté, la troisième chambre de la galerie nommée la chambre de la barre, la quatrième chambre de la galerie nommée la chambre de la chapelle, la chapelle (trouvée tendue de deuil), la chambre du cuisinier, la chambre des gardes, la chambre des servantes, nommée le four, deux chambres de la basse-cour, la laiterie, l'écurie, la bergerie, l'étable à porcs, l'étable à vaches, l'écurie de la basse-cour, la chambre du portier, la basse cour, la grange, le pressoir, la bibliothèque (contenant 835 livres).
Le mobilier est le suivant : 35 Lits (pour les maîtres : 15 lits, 2 couches (de respectivement 2 et 3 matelas), 3 lits de repos ; pour les domestiques : 10 lits ou couches), 22 Fauteuils, 10 Sièges pliants, 92 Chaises (dont une chaise d’enfant), 4 Tabourets, 4 Bancs, 27 Tables, 5 Guéridons, 3 Cabinets, 1 Bureau, 11 Coffres, 24Tableaux (dont 3 portraits), 35 Tapisseries.
Henri René Charles de Presteval, chevalier marquis de Clères et de Panilleuse, fils des précédents, épouse à Panilleuse le 15 janvier 1697, demoiselle Anne Florence Deshallus, fille de feu Jacques Deshallus, écuyer sieur de Gourville, secrétaire du roi, et de dame Anne Sanson. Ils habitent au château de Panilleuse, où naissent plusieurs enfants (l'aîné Charles Bonaventure de Préteval, est baptisé le 6 décembre 1697).
La famille étant fortement endettée, le marquisat de Clères-Panilleuse est finalement saisi puis vendu par décret en 1700 et adjugé à Michel André Jubert de Bouville, marquis de Bizy, conseiller d'Etat. Les Jubert délaissent le manoir de Panilleuse, successivement pour leurs château de Bizy, de Dangu, puis de Brécourt. Le manoir est donc converti en ferme.
XXe siècle
Après la traversée de la Seine à Vernon par l'armée britannique du 26 au 28 août 1944, des combats se sont déroulés à Panilleuse. Une plaque portant la mention « Reconnaissance à nos Libérateurs » a été apposée sur le monument aux morts pour rendre hommage aux soldats britanniques des régiments du Duke of Cornwall's Light Infantry (infanterie) et du Sherwood Rangers Yeomanry (blindés).

## Politique et administration
| Période                                  | Période    | Identité           | Étiquette | Qualité |
| ---------------------------------------- | ---------- | ------------------ | --------- | ------- |
| Les données manquantes sont à compléter. |            |                    |           |         |
| mars 2001                                | mars 2014  | Étienne Leroux     |           |         |
| mars 2014                                | 31/12/2015 | Chantal Barthoulot | SE        |         |

## Démographie
L'évolution du nombre d'habitants est connue à travers les recensements de la population effectués dans la commune depuis 1793. À partir du 1er janvier 2009, les populations légales des communes sont publiées annuellement dans le cadre d'un recensement qui repose désormais sur une collecte d'information annuelle, concernant successivement tous les territoires communaux au cours d'une période de cinq ans. 
Pour les communes de moins de 10 000 habitants, une enquête de recensement portant sur toute la population est réalisée tous les cinq ans, les populations légales des années intermédiaires étant quant à elles estimées par interpolation ou extrapolation. Pour la commune, le premier recensement exhaustif entrant dans le cadre du nouveau dispositif a été réalisé en 2007,.
En 2013, la commune comptait 448 habitants, en évolution de −3,66 % par rapport à 2008 (Eure : +2,66 %, France hors Mayotte : +2,49 %).
| 1793 | 1800 | 1806 | 1821 | 1831 | 1836 | 1841 | 1846 | 1851 |
| ---- | ---- | ---- | ---- | ---- | ---- | ---- | ---- | ---- |
| 401  | 377  | 420  | 465  | 347  | 403  | 398  | 394  | 345  |

| 1856 | 1861 | 1866 | 1872 | 1876 | 1881 | 1886 | 1891 | 1896 |
| ---- | ---- | ---- | ---- | ---- | ---- | ---- | ---- | ---- |
| 333  | 351  | 328  | 307  | 283  | 254  | 253  | 256  | 251  |

| 1901 | 1906 | 1911 | 1921 | 1926 | 1931 | 1936 | 1946 | 1954 |
| ---- | ---- | ---- | ---- | ---- | ---- | ---- | ---- | ---- |
| 248  | 240  | 222  | 189  | 184  | 211  | 190  | 234  | 238  |

| 1962 | 1968 | 1975 | 1982 | 1990 | 1999 | 2007 | 2012 | 2013 |
| ---- | ---- | ---- | ---- | ---- | ---- | ---- | ---- | ---- |
| 247  | 246  | 389  | 459  | 466  | 469  | 466  | 449  | 448  |

## Lieux et monuments
- En 1872, l'architecte Joseph Louis Delbrouck reconstruit la façade de l'église Notre-Dame[14]

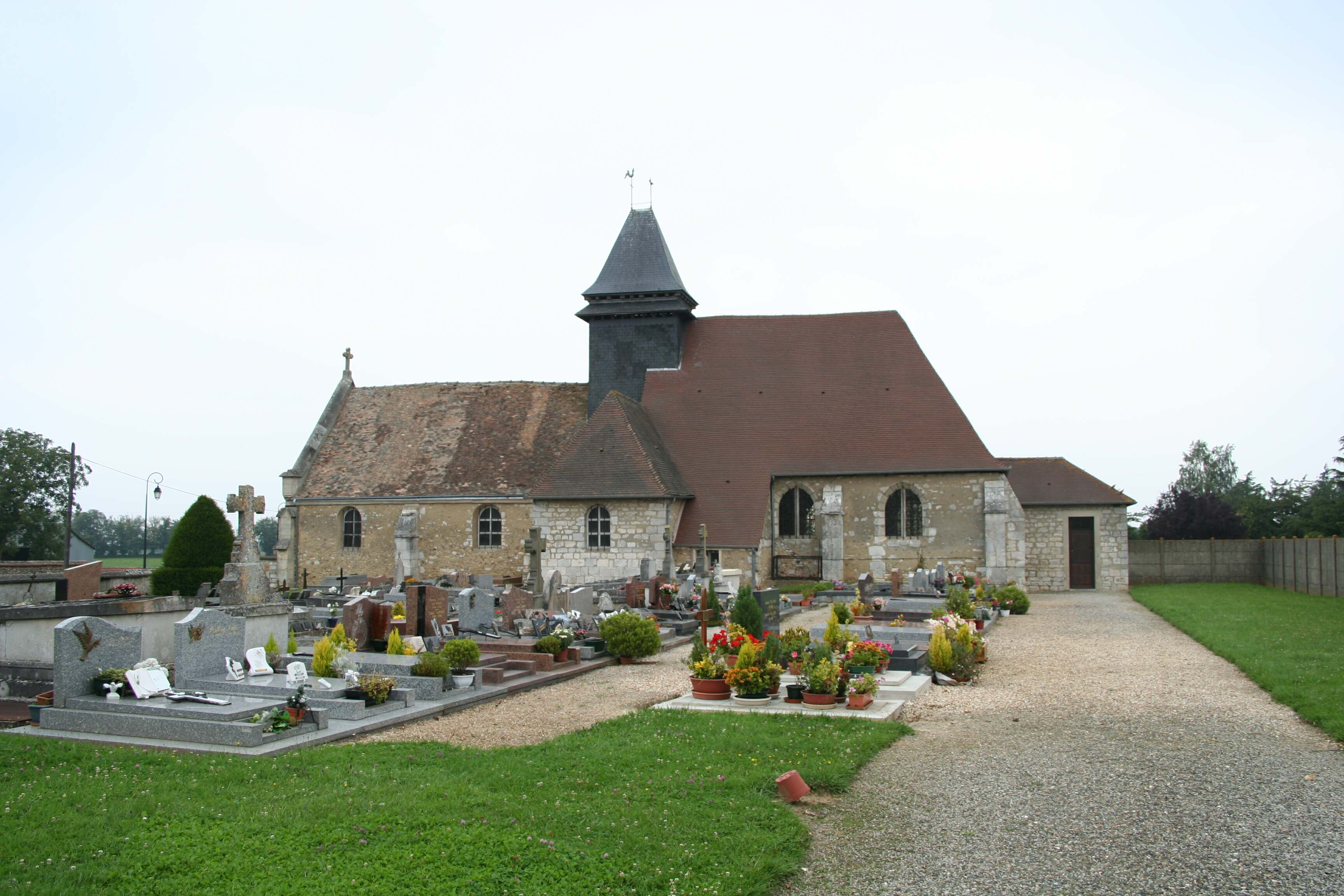
L'église Notre-Dame

## Personnalités liées à la commune
- Éric Navet (1959-), cavalier français de saut d'obstacles, a installé son écurie à Panilleuse[15].